# Epulopiscium fishelsoni

De reproductie van Epulopiscium fishelsoni

Epulopiscium fishelsoni is een bacteriesoort. De cel heeft de vorm van een sigaar. De soort is een van de grootste op aarde. De bacteriën worden tot wel 0,6 mm lang. Hierdoor zijn ze met het blote oog soms te zien. 